# Mary Florentine
Mary Florentine (Nutley, Nueva Jersey, 15 de septiembre de 1950) es una psicóloga, y profesora estadounidense, especializada en psicoacústica con intereses en modelos de escucha con oído normal y deteriorado y comprensión de discursos no nativos con ruido de fondo, actitudes cruzadas culturales hacia el ruido, y prevención de pérdida de audición. Es profesora distinguida Matthews en la Universidad Northeastern.

## Biografía

### Carrera
Completó su licenciatura en psicología experimental por la Universidad Northeastern en 1973. Continuó sus estudios de posgrado en esa universidad, obteniendo el grado de maestría en psicología experimental y percepción auditiva en 1975. Después realizó estudios predoctorales en ingeniería electrónica en la Universidad Técnica de Múnich en Alemania y en el Departamento de audiología y otorrinonaringología del Hospital Universitario de Copenhague en Dinamarca, completó el doctorado en la Universidad de Northeastern en 1978. Luego trabajó como becaria de investigaciones posdoctoral en el Instituto Tecnológico de Massachusetts (MIT), en Cambridge, Massachusetts. Desde entonces, también ha trabajado como científica visitante en el Centro Superior para la Investigación Científica en Marseille, Francia; la Universidad de Osaka en Toyonaka, Japón; y, en varias ocasiones, en el laboratorio de acústica en la Universidad Técnica danesa.
En 1980, regresó a la Universidad de Northeastern como directora del Laboratorio de Investigaciones de Comunicación, y en 1986 comenzó una colaboración a largo plazo con su marido, Søren Buus, en el Laboratorio de Estudios Auditivos hasta su fallecimiento en 2004. En la Universidad de Northeastern, Mary Florentine es una profesora eficaz y popular, y obtuvo el premio a la excelencia en la enseñanza solo unos años después de comenzar su puesto docente en la facultad. Su trabajo académico también ha hecho un llamamiento a audiencias más generales y ha sido entrevistada para TIME, Redbook y la radio Pública Nacional. 
Florentine coeditó y coescribió algunos capítulos en el libro de texto Loudness (Springer Handbook of Auditory Research) el cual explica algunos pensamientos conceptuales con la sonoridad, cuestiones de estudio y medición de la sonoridad, modelos de pérdida auditiva y auditiva y efectos fisiológicos de los sonidos fuertes.
Es autora o coautor de más de 130 artículos de investigación sobre diversos temas relacionados con la audición, incluida la neurociencia auditiva, el procesamiento básico y los modelos de procesamiento auditivo en la audición normal y con deficiencias, la capacidad de los oyentes no nativos para comprender el habla en situaciones de ruido, cruzadas -actitudes culturales hacia el ruido y prevención.

## Trabajos notables

### Percepción suave
Percepción suave (Softness Imperception - SI) es un término acuñado por Florentine y colegas para describir la incapacidad de escuchar sonidos suaves que son audibles para los oyentes normales. Este fenómeno es particularmente común entre personas con pérdida auditiva coclear. Cuando una persona con SI escucha un sonido en el umbral, suena más fuerte que un sonido en el umbral de audición para un oyente normal. Por tanto, personas con pérdida de audición pueden encontrar sonidos más suaves, más intrusivos cuando están equipados con audífonos que simplemente amplifican todos los sonidos suaves al umbral de audición.

### Sumatoria de sonoridad binaural
La mayoría de su trabajo reciente de Mary Florentine ha sido sobre la suma de sonoridad binaural, y su investigación con Michael Epstein ha indicado que, en más experimentos ecológicamente válidos, se encuentra que la relación de suma de sonoridad binaural es significativamente más baja de lo que se pensaba anteriormente.

## Vida personal
Nació en Nutley, Nueva Jersey, la mayor en una familia de cinco niños. Se mudó a Boston, Massachusetts, para sus estudios, los cuales los subvencionó por mérito, y ha vivido allí desde entonces, excepto periodos breves de estudio y trabajo en el extranjero. Mientras estaba en el extranjero, conoció a su marido Søren Buus, quién también devino su colaborador primario, y se casaron en 1980. Tuvieron una hija, nacida en 1987.